# Josef Gabler (Hymnologe)
Josef Gabler  (* 21. Jänner 1824 in Ramsau; † 13. September 1902 in Waidhofen an der Ybbs) war ein österreichischer, römisch-katholischer Priester, Hymnologe und Publizist von Kirchenvolksliedern.

## Leben
Gabler wuchs in einer katholisch praktizierenden Familie auf und hatte bereits im Kindesalter durch seinen Vater Leopold, der im Dorf als Schmied und Vorbeter wirkte, aktiven Bezug zum geistlichen Liedgut. Von der Frömmigkeitsausübung seiner Familie begünstigt, trat er nach der Matura am Piaristengymnasium Horn 1845 in das Priesterseminar der Diözese St. Pölten ein. Nach seiner Priesterweihe 1849 wirkte Gabler zunächst in seiner Heimatpfarre Altpölla als Kaplan, um sodann von 1850 bis 1855 in Waidhofen an der Thaya seelsorgliche Dienste zu übernehmen. Von dort wurde er von Bischof Ignaz Feigerle als sein Zeremoniar und Sekretär nach St. Pölten berufen. Der Ursprung von Gablers umfangreicher Liedgutsammlung ist eng mit diesem Amt verbunden, worin er den Bischof auf unzähligen Visitationsreisen zu begleiten hatte. Bei diesen Gelegenheiten kam Gabler auch mit den Vorbetern und Vorsängern, den Trägern des überlieferten Liedguts, sowie den lokalen Kirchenvolksliedern der zu visitierenden Pfarren in Kontakt. Nach seiner Rückkehr in die Pfarrseelsorge 1866 leitete er von 1886 bis zu seinem Tod 1902 die Pfarre und das Dekanat Waidhofen.

## Werk und Forschung
Gablers Volksliedersammlung umfasst knapp 1.200 Texte aus mündlichen und schriftlichen Quellen sowie mehr als 400 Melodien, die er aus dem lebendigen Volksgesang in seiner vierzigjährigen Sammeltätigkeit aufzeichnete. Im Gegensatz zum Cäcilianismus, der den deutschen Volksgesang als minderwertig und nicht verbreitungswürdig einstufte, versuchte Gabler die überlieferten Volkskirchenlieder der Nachwelt zu erhalten. 1854 publizierte er mit bischöflichem Imprimatur auf eigene Kosten das Katholische Wallfahrtsbuch, worin er 225 Gebete und Lieder sammelte, wie sie in der Diözese St. Pölten verwendet wurden. Gablers erste Handreichung erlebte innerhalb von knapp 20 Jahren drei Auflagen mit insgesamt 10.000 Exemplaren, wodurch er die aufkeimende Renaissance der Pietas Austriaca in Wallfahrten und Privatandachten unterstützte, nachdem die Reglementierungen und Verbote des Josephinismus das Wallfahrtswesen weitläufig zum Erliegen gebracht hatten. Liturgiegeschichtlich sind seine Übersetzungen der priesterlichen Messgebete ins Deutsche Vorläufer von Anselm Schotts 1884 publiziertem Messbuch für die Laien.
Nach der 1884 gedruckten Neuen Geistlichen Nachtigall und weiteren Sammlungen veröffentlichte Gabler 1890 sein letztes und umfangreichstes Liederbuch unter dem Titel Geistliche Volkslieder, das 714 religiöse Lieder und 387 Melodien umfasst. Sein Spätwerk mit kritischem Apparat verstand sich als Weiterführung des 1625 publizierten Groß Catholisch Gesangbuch des Göttweiger Abtes David Gregor Corner und hatte ein primär pastorales Interesse. Dieser Gesichtspunkt erforderte ein redaktionelles Eingreifen, das Gabler im Vorwort seiner letzten Veröffentlichung erläutert und gegen Kritiker verteidigt. Die hymnologische Fachwelt reagierte auf diese Methodik reserviert. Der Volkskundler und Priester Wilhelm Pailler konstatierte in einer Rezension einen Verlust an „Naivität und Kraft“ an vielen Stellen der volkstümlichen Reime durch Gablers Textänderungen.
Abgesehen von seiner Heimatdiözese St. Pölten, wo er die Unterstützung seines Bischofs genoss, fand seine Volksliedsammlung in den anderen Diözesen wenig Beachtung. Erschwerend auf die Rezeption wirkte die kirchenmusikalische Erneuerung der cäcilianischen Vereine. Selbst Gablers Wirken im Österreichischen Cäcilienverein, der 1835 von Johann Evangelist Habert, einem langjährigen Freund Gablers, gegründet wurde, konnte diese Diskrepanz nicht abbauen.
Zentrale Beachtung fand Gablers Volksliedersammlung nach einem kurzen Intermezzo 1918 in der Volksliedforschung der 1930er und 1960er Jahre. Zu seinem 200. Geburtstag 2023 und im Jubiläumsjahr 2024 wurden Lieder aus der Sammlung Gabler aufgeführt.

## Veröffentlichungen (in Auswahl)
- Katholisches Wallfahrtsbuch. 1854.
- Marien-Rosen. Geistliche Volkslieder zu Ehren der Mutter Gottes. 1871.
- Neue geistliche Nachtigall. 600 religiöse Volkslieder mit ihren Singweisen. 1884.
- Geistliche Volkslieder. 2. Auflage 1890 (Neuauflage 1984).